# 리키 우중
한국어명: 황우중, 1985년 7월 19일 ~ )은 인도네시아에서 활동하는 대한민국 국적의 가수겸 예능인, 초대형 메가인플루어서 및 국내 최연소 동시통역사, 번역사, 작가, 강사이다. 

## 학력
- 한국외국어대학교 말레이 인도네시아어 통번역학

## 저서
- 인도네시아어는 뻔한 패턴의 반복이다 (2012, 씨앤톡)
- 내게는 특별한 인도네시아어를 부탁해 (2015, 다락원)

## 음반 목록

### 정규앨범
- Mama Papa (2014)

## 출연작

### 방송 프로그램
- 놀라운 대회 스타킹
- 세계테마기행
- Rising Star Indonesia
- Dahsyat
- Sarah Sechan
- The Comment
- Hitam Putih
- D'Terong Show
- Yuk Keep Smile
- Inbox
- Kompas News
- Net Entertainment News
- Masih Dunia Lain
- Show Imah
- Bukan Empat Mata